# Centrálně spravované okresy
Centrálně spravované okresy (tádžicky Ноҳияҳои тобеи ҷумҳурӣ, persky ناحیه های تابع جمهوری‎, rusky Районы республиканского подчинения) je tádžický region, skládající se ze 13 distriktů, které jsou řízeny centrálně.

## Historie
Centrálně spravované okresy pokrývají většinu teritoria Gharmské oblasti, která byla rozpuštěna roku 1955. Tato oblast byla dříve známá jako Karoteginský region.

## Distrikty
Toto je seznam 14 distriktů, seřazených podle jejich polohy od západu k východu:
- Tursunzoda
- Šahrinav
- Hisor
- Rudaki
- Varzob
- Dušanbe
- Vahdat
- Faizobod
- Rogun
- Nurobod
- Rašt
- Sangvor
- Todžikobod
- Lachš